# Lori Erica Ruff
Lori Erica Ruff, née Kimberly McLean le 16 octobre 1968 Wynnewood en Pennsylvanie et morte le 24 décembre 2010 à Longview au Texas, est une voleuse d'identité américaine.
Après son suicide, la famille de son ex-mari découvre dans sa maison un coffre-fort dans lequel plusieurs documents révèlent qu'elle avait volé l'identité de Becky Sue Turner, une fillette de 2 ans morte dans un incendie en 1971 à Fife, Washington, et qu'en 1988, elle avait changé son nom pour devenir Lori Erica Kennedy.
Sa vraie identité n'a été découverte que six ans après sa mort, en septembre 2016 : elle s'appelait en fait Kimberly McLean, était originaire de Philadelphie, et avait fui sa famille en 1986.

## Activités avant son mariage
La première activité connue de Ruff a lieu en mai 1988, quand elle demande l'acte de naissance de Becky Sue Turner, une fillette de deux ans qui était morte (avec deux de ses sœurs) dans un incendie de sa maison à Fife (une banlieue de Tacoma) en 1971. Elle a soumis la demande à Bakersfield en Californie ; puis, elle est allée en Idaho, où elle a obtenu un permis de conduire idahoain le 16 juin grâce à l'acte de naissance de la fillette morte.
Après avoir obtenu le permis de conduire, Ruff est allée devant un tribunal à Dallas, Texas le 5 juillet et a réussi à changer son nom légalement pour devenir Lori Erica Kennedy. Une semaine plus tard, elle a obtenu un numéro de sécurité sociale, ce qui a effectivement effacé son passé. Elle a reçu un permis de conduire texan en 1989, et en 1990 elle a qualifié pour un certificat General Educational Development avant de s'inscrire à Dallas Community College. En 1997, elle a obtenu une licence en gestion d'entreprise de l'Université du Texas à Arlington.
Un homme qui connaissait Ruff en ce temps-là a constaté qu'elle travaillait comme strip-teaseuse au début des années 1990. Elle a également obtenu des implants mammaires à la même époque.

## Mariage
Lori Erica Kennedy a rencontré Blake Ruff, fils d'une famille aisée de l'est du Texas, lors d'une classe d'études bibliques en 2003,. Blake reconnait de ne pas être complètement sûr de la raison pour laquelle il a été attiré par Lori. Il la décrit comme extrêmement secrète, surtout par rapport à son passé. Elle lui a dit qu'elle venait de l'Arizona, que ses deux parents étaient morts et qu'elle n'avait aucun frère ou sœur. Elle a également dit que son père avait été courtier raté. Malgré les doutes exprimés par la famille de Blake, les deux se sont mariés en janvier 2004, en présence du pasteur uniquement.
Après leur mariage, les Ruff ont déménagé à Leonard, une petite ville au Texas. Ils ont essayé de concevoir un bébé plusieurs fois sans succès : Lori a fait de nombreuses fausses couches. Pour cette raison, les enquêteurs croyaient que Lori était beaucoup plus âgée que ce qu'elle ne prétendait. Finalement, elle a donné naissance à une fille en 2008 par fécondation in vitro.

## Divorce et suicide

### Rupture du mariage
Lori était extrêmement surprotectrice de sa fille et a souvent refusé de permettre aux autres personnes de la tenir, ce qui a énervé la famille de Blake. Elle a également recherché leur histoire familiale de manière obsessive, et elle a cherché à découvrir les recettes de famille, tout en refusant de parler de son passé. Elle a manifesté des comportements socialement inappropriés, tels que quitter les réunions sociales pour faire une sieste.
Lori a fini par refuser tout contact avec sa fille à ses beaux-parents. Après quelques séances de thérapie matrimoniale sans succès, Blake est retourné vivre chez ses parents à Longview et a présenté une demande de divorce. Leur fille est restée à Leonard avec Lori.

### Suicide
Dans les mois entre la séparation et le suicide de Lori, cette dernière se comportait de façon erratique. Un voisin a rappelé que Lori et sa fille paraissaient très minces et que Lori radotait souvent de manière incohérente au sujet de ses problèmes. Elle a aussi commencé à envoyer des e-mails harcelants aux Ruff, elle leur a volé des clés de leur maison et elle a fait toute une scène lors d'une audience de garde. Juste avant la mort de Lori, le harcèlement était si grave que les Ruff avaient l'intention de déposer une ordonnance de cessation et d'abstention.
Le 24 décembre 2010, le corps de Lori a été retrouvé dans sa voiture, qui était garée sur l'allée de la maison des Ruff. Elle s'était tirée une balle dans la tête. Il y avait deux lettres de suicide dans la voiture : une de 11 pages adressée à « my wonderful husband » (« mon mari merveilleux ») et une autre adressée à sa fille, portant l'ordre de l'ouvrir lors de son 18e anniversaire. Les Ruff ont ouvert cette lettre, mais elle ne contenait aucune information par rapport au passé de Lori.

## Enquête

### Découverte de son passé
Après l'enterrement de Lori, les Ruff ont voyagé à Leonard pour voir s'il y avait quelque chose dans sa maison qui pouvait augmenter leur connaissance de sa vie privée et son passé. La maison était en désordre avec des tas de vaisselle, linge et déchets sales partout, ainsi que des documents déchiquetés et des papiers portant du gribouillage incohérent. Puis, ils ont découvert un coffre-fort : ils ont utilisé un tournevis pour l'ouvrir et ont découvert des documents concernant le passé de Lori, ainsi que du gribouillage apparemment effectué au hasard.

### Théories
Les lettres de suicide se sont avérées rapidement être des divagations incohérentes qui n'ont donné aucun indice relatif à l'identité de Lori. Les notes sur le papier retrouvé dans le coffre-fort comprenaient le gribouillage « North Hollywood Police », « 402 months » (« 402 mois ») et « Ben Perkins », un avocat. La nature de ce gribouillage a fait croire à certains enquêteurs que Lori essayait d'éviter la prison, en vertu des références à la police, à une éventuelle période d'incarcération et au nom d'un avocat. Cependant, Perkins n'avait aucun souvenir de la femme, et elle ne figurait pas sur les bases de données d'empreintes ni de reconnaissance faciale. La capacité de Ruff de cacher si bien son identité à l'époque avant Internet a conduit à la spéculation qu'elle aurait utilisé les services d'un « identity broker », un agent spécialisé dans le domaine des changements identitaires.
De nombreuses théories concernant son identité peuvent être trouvées sur divers sites internet. En mai 2016, plusieurs commentateurs en ligne ont remarqué des similitudes entre l'affaire de Ruff et l'intrigue de Positive I.D., un drame policier datant de 1987, qui a été réalisé par un professeur de cinéma à l'Université du Texas à Arlington. D'autres commentateurs ont rappelé que Ruff était brièvement inscrite à cette université et aurait alors pu se familiariser avec ce film avant de changer son identité.

### Personnes disparues exclues
Avant la découverte de sa vraie identité, les personnes disparues suivantes avaient été exclues comme la vraie identité de Lori Ruff :
- Clara Giusti
- Michelle Giusti
- Helen Green
- Parley Pate
- Cynthia Perry
- Denise Sheehy
- Tina Walls
- Susan Luxen Williams

## Description
Lori Erica Ruff était une femme blanche. Avant la découverte de sa vraie identité, son âge était estimé entre 41 et 50 ans lorsqu'elle est morte. Mesurant 1,78 m (5 ft 10) et pesant 73 kg, elle était plus grande que la taille moyenne des femmes. Elle avait des cheveux bruns et des yeux noisette.